# Adjektivum od toponyma
Adjektivum od zeměpisného jména (toponyma) je přídavné jméno (adjektivum) vyjadřující vztah k pojmenovanému místu nebo objektu v krajině. 
Adjektiva odvozená z toponyma je nutno odlišovat od toponym, které samy mají formu adjektiva, což je běžné například u názvů ulic, stanic metra, vesnic nebo říček a řek. 

## Frazémy
Adjektiva odvozená od toponym se objevují v českých frazémech. Frazémy s motivovaným komponentem adjektivním: 
- oikonymní (místní jména): babylónská věž, berlínská zeď, těšínská jablíčka, gordický uzel,
- anoikonymní
  - hydronymní: labuť avonská,
  - oronymní: olympský/olympický klid,
  - choronymní: trojský kůň.[1]

Frazémy s motivovaným komponentem adjektivním:
- etnonymní: deset ran egyptských, jednou za uherský rok, kanadský žertík, jako švýcarské hodinky, nordická rasa, česká ulička, být španělskou vesnicí, bengálský oheň, čínská zeď.[1]

Fytonyma, vlastní jména rostlin, jsou často obohacená o historický či geografický prvek (např. Semtínská lípa).

## Tvoření přídavných jmen ze zeměpisných jmen

### Čeština

#### Přídavná jména z domácích jmen
Většina přídavných jmen od jmen místních se tvoří příponou -ský: Trutnov – trutnovský.
U jmen zakončených na -c a -k dochází ke splývání hláskových skupin na hranici základu slova a přípony: -c, -k + -ský → -cký: Verdek – verdecký.
V některých případech dochází při tvoření ke vkládání hlásek a hláskových skupin, odsouvání hlásek či změnám v souhláskových skupinách.
Při tvoření adjektiv od víceslovných jmen složených z přívlastku a podstatného jména (substantiva) je tvořeno přídavné jméno (adjektivum) pravidelně příponou -ský, přední člen je spojen s následujícím členem spojovací samohláskou -o-.
Při tvoření adjektiv od víceslovných jmen složených z přivlastňovacího (posesivního) adjektiva a substantiva je někdy tvořena podoba se zachovaným -ov-, někdy se prosazují zjednodušené podoby bez -ov-.
V některých případech je nutné obrátit pořadí složek a vypustit předložku.
U podvojných místních jmen, sdružujících v jeden celek dvě různá místní jména, se zachovává psaní se spojovníkem i v odvozeném složeném adjektivu.

#### Adjektiva z cizích jmen
Při tvoření přídavných jmen od cizích jmen se vychází z cizojazyčného substantiva, nikdy ne z adjektiva, jinak by bylo nutno znát i cizojazyčné podoby adjektiv. Základem pro odvození je zvuková podoba substantiva, avšak k jeho psané podobě je rovněž nutno přihlížet.
Stejně jako u domácích jmen se samohláska při odvozování odsouvá, samohláska však zůstává ve slovech jednoslabičných. U některých zakončení se ustálila tendence zachovávat samohlásku v dvouslabičných slovech; před příponu se po ‑i, ‑y vsouvá ještě opěrné j: Asti –⁠⁠⁠⁠⁠⁠⁠⁠⁠⁠⁠⁠⁠⁠⁠⁠⁠⁠⁠⁠⁠⁠⁠⁠⁠⁠⁠⁠⁠⁠⁠⁠⁠⁠⁠⁠⁠⁠⁠⁠⁠⁠⁠⁠⁠⁠⁠⁠⁠⁠⁠⁠⁠⁠⁠⁠⁠⁠⁠⁠⁠⁠ astijský, Cluny –⁠⁠⁠⁠⁠⁠⁠⁠⁠⁠⁠⁠⁠⁠⁠⁠⁠⁠⁠⁠⁠⁠⁠⁠⁠⁠⁠⁠⁠⁠⁠⁠⁠⁠⁠⁠⁠⁠⁠⁠⁠⁠⁠⁠⁠⁠⁠⁠⁠⁠⁠⁠⁠⁠⁠⁠⁠⁠⁠⁠⁠⁠ clunyjský.
U jmen zakončených na -k, -g dochází v některých případech k odsunutí.

### Angličtina
Anglické adjektivní formy toponym tvoří často ekvivalenty k demonymům. Adjektiva tvoří pomocí přípony -ish: England – English, Cornwall – Cornish, pomocí přípony -ch / -tch: France – French, jsou vyslovována [tʃ], což se nevztahuje na adjektivum Czech. Dále tvoří adjektivní formy pomocí přípony -an: Rome – Roman, když je substantivum zakončeno -a, je místo -an použito -n. 

### Němčina
Německé adjektivní formy toponym jsou tvořeny pomocí přípony -isch: das Schweden – schwedisch.

### Norština
Norské adjektivní formy toponym jsou tvořeny pomocí přípony -isk a -sk: Britannia – britisk, Danmark – dansk.